# Coll i Pujol
Coll i Pujol és un barri de Badalona, situat aproximadament al centre geogràfic del municipi i que limita al nord-oest amb Sant Crist, al nord-est amb Dalt de la Vila, al sud amb el Raval i el Centre. Forma part del Districte I juntament amb Canyadó, Casagemes, Centre, Dalt de la Vila, Manresà i Progrés. Amb diverses zones diferenciades a causa de diferents urbanitzacions, va ser un barri mixt entre zones industrials i residencials; actualment predominen els habitatges per davant de les indústries. El barri té associació de veïns, de caràcter social i cultural, que organitza festivitats del barri un cop a l'any.
Deu el seu nom a la casa senyorial, avui desapareguda de can Coll i Pujol, ubicada a la zona del carrer homònim, i propietat de la família Coll i Pujol, que entre els seus membres més destacats hi ha l'alcalde de Barcelona Joan Coll i Pujol. La zona més antiga, entre l'avinguda de Martí Pujol i el carrer de Santa Bàrbara es va iniciar als segles XVIII i xix; hi havia diversos habitatges, la masia de Can Tàpies i Can Pi i Gibert, ambdues enderrocades als anys setanta del segle xx. Més enllà del carrer Santa Bàrbara, els terrenys es van començar a urbanitzar a principis dels anys vint, quan l'Ajuntament va atorgar permisos per dur a terme diverses urbanitzacions de mans de particulars. La més important va ser la de l'empresa de Francesc Artigas i Solà, el mateix promotor del barri d'Artigues, que duu el seu cognom. Artigas va urbanitzar l'antiga finca dels Coll i Pujol i uns altres terrenys pertanyents a Josep Vila i Ball-llebrera. El barri inclou també una part de l'antiga urbanització de la baronessa de Maldà, al costat de l'autopista C-31, que en la seva major part pertany al barri del Sant Crist.